# Gewone draakvis
De gewone draakvis of zeerat (Chimaera monstrosa) is een vis uit de familie van kortneusdraakvissen (Chimaeridae). De wetenschappelijke naam van de soort werd in 1758 gepubliceerd door Carl Linnaeus. De vis kan maximaal 150 cm lang en 2,5 kg zwaar worden.

## Leefomgeving
De gewone draakvis is een zoutwatervis. De vis komt wijd verspreid voor in de noordoostelijk Atlantische Oceaan en de Middellandse Zee tussen de Poolcirkel en Marokko. Deze draakvis komt voor op een diepte tussen de 300 en 500 meter. Er zijn vangsten gedaan op 1600 m, maar er zijn ook waarnemingen van trekbewegingen naar geringe dieptes tussen de 40 en de 100 m.

## Relatie tot de mens

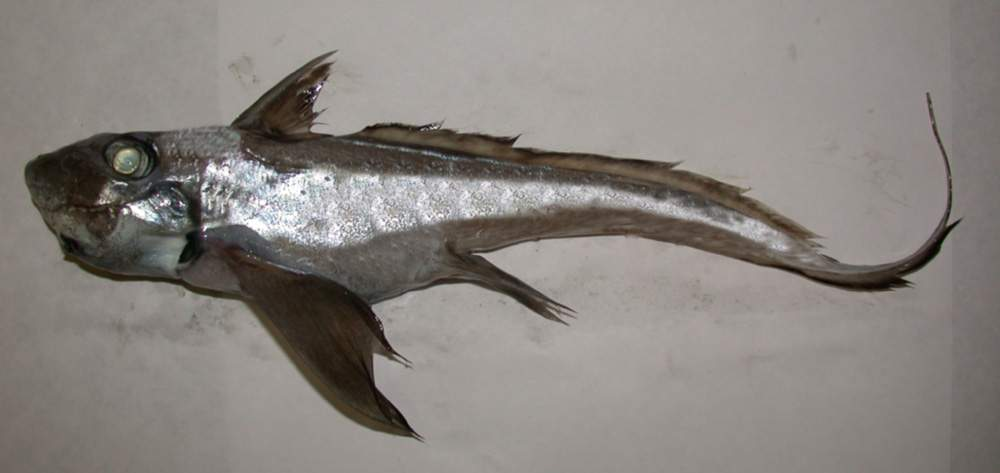

De gewone draakvis is voor de visserij van beperkt commercieel belang. De olie die wordt gewonnen uit zijn lever wordt gebruikt in   voedingssupplementen. Verder wordt de vis als niet eetbaar beschouwd en daarom wordt er ook niet gericht op gevist. Wel neemt de visserij (gericht op andere soorten) met bodemsleepnetten op grote diepte toe in het gebied waar deze draakvis voorkomt. Net als andere kraakbeenvissen, is de draakvis een  draagkrachtstrateeg en is daarom kwetsbaar voor deze toenemende visserij. Hij staat als kwetsbaar op de IUCN-lijst.